# The Fable of the People's Choice Who Answered the Call of Duty and Took Seltzer
The Fable of the People's Choice Who Answered the Call of Duty and Took Seltzer è un cortometraggio muto del 1914. Il nome del regista non viene riportato.
Il soggetto è tratto da una storia di George Ade.

## Produzione
Il film fu prodotto dalla Essanay Film Manufacturing Company.

## Distribuzione
Distribuito dalla General Film Company, il film uscì nelle sale cinematografiche USA il 28 ottobre 1914.